# Surniculus velutinus
Il cuculo drongo delle Filippine (Surniculus velutinus Sharpe, 1877) è un uccello della famiglia Cuculidae.

## Distribuzione e habitat
Questo uccello vive esclusivamente nelle Filippine; in particolare la sottospecie S. v. velutinus vive sulle isole di Mindanao, Samar, Leyte, Bohol, S. v. suluensis sulle Isole Sulu, e S. v. chalybaeus su Mindanao, Luzon e Negros. Su Palawan la specie è sostituita da una sottospecie del cuculo drongo, Surniculus lugubris minimus.

## Tassonomia
Surniculus velutinus ha tre sottospecie:
- Surniculus velutinus chalybaeus
- Surniculus velutinus velutinus
- Surniculus velutinus suluensis